# قرص صوت رقمي مضغوط

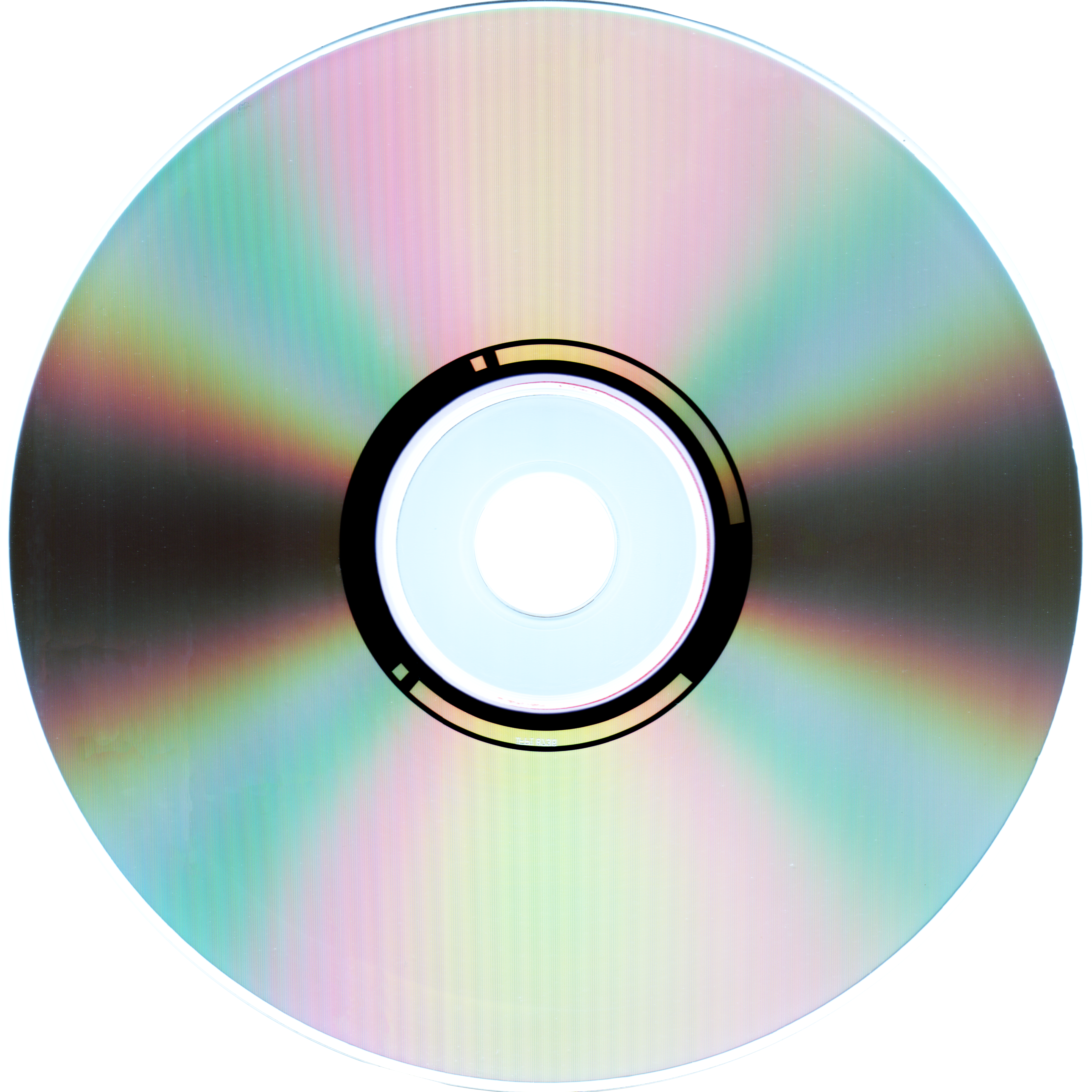
قرص صوتي مضغوط

يعد الكتاب الأحمر بمثابة الأساسيات للأقراص المضغوطة (نظام أقراص الصوت الرقمي المضغوطة). وتمت تسميته بهذا الاسم تيمنـًا ببعض الكتب الملونة الحدود التي كانت تحتوي على محددات هيئات كل الأقراص المضغوطة والأقراص المضغوطة - قراءة الذاكرة فقط.
و في هذا الكتاب تم تحديد الخصائص والعوامل الخاصة بالأقراص المدمجة بالإضافة إلى شكل ترميز الصوت الرقمي (16-بت بى سى إم)و عوامل إبرة القراءة الضوئية والانحرافات ومعدل الخطأ ونظام التضمين وتصحيح الخطأ والرسوميات وقنوات الشفرة الفرعية.
أصدرت شركتي سوني وفيليبس الطبعة الأولى من الكتاب الأحمر في يونيو 1980م وتبناه مجلس أقراص الصوت الرقمي وتم التصديق عليه بالاسم آي إي سى 908.
و قد بدأت مؤخرا بعض الشركات في بيع أقراص تخالف أساسيات الكتاب الأحمر بغرض منع النسخ باستخدام أنظمة مثل التحكم في النسخ. وقامت فيليبس بتحذيرهم من أن إلحاق شعار أقراص الصوت الرقمي المضغوطة على هذه الأقراص التي لا تتطابق قد يعني مخالفة تشريعات العلامة التجارية إما عن عمد أو بغير عمد. ولن نرى هذا الشعار المألوف على العديد من الأقراص المضغوطة الحديثة.